# Teckenspråkstolk
En teckenspråkstolk är en person som har som yrke att tolka mellan talat språk och teckenspråk. Teckenspråkstolkning kan användas vid alla tillfällen då en teckenspråkig döv eller hörselskadad person och en hörande person behöver hjälp för att kunna kommunicera med varandra, både vid dialoger (som läkarbesök), monologer (som föreläsningar), eller situationer där flera personer är inblandade (till exempel ett arbetsplatsmöte). Tolken tolkar oftast simultant och behöver behärska både teckenspråket och det talade språket fullt ut, ha fullgod hörsel och syn samt teckenspråkstolkutbildning.  

## Teckenspråkstolkning – auktorisation
I flera länder erbjuder nationella fackliga organisationer auktorisation av teckenspråkstolkar. I Sverige auktoriserar det statliga Kammarkollegiet tolkar mellan svenska och svenskt teckenspråk. I  Kanada organiseras auktorisation av teckenspråkstolkar av The Association of Visual Language Interpreters of Canada (AVLIC). I Förenta Staterna auktoriseras teckenspråkstolkar både på federal nivå och på delstatsnivå, dock inte i alla delstater. Den nationstäckande ideella organisationen The Registry of Interpreters for the Deaf (RID), är allmänt erkänd som auktoritet bakom certifieringsprocessen för tolkar mellan engelska och amerikanskt teckenspråk (ASL). För att få och behålla medlemskap i RID krävs tolkutbildning, godkänt certifieringstest, lojalitet gentemot den gemensamma yrkeskoden samt viss fortbildning inom teckenspråkstolking.

## Utbildning
En teckenspråkstolk utbildas i Sverige antingen genom en treårig kandidatutbildning på universitetsnivå, Kandidatprogram i teckenspråk och tolkning, eller genom en fyraårig eftergymnasial utbildning, godkänd av Tolk- och översättarinstitutet, på vissa folkhögskolor. Utbildningen på folkhögskola kan vara kortare om man har förkunskaper i teckenspråk. För att bli anställd som teckenspråkstolk måste man ha godkänd utbildning/examen.
På följande universitet kan man läsa för att bli teckenspråkstolk:
- Stockholms universitet

På följande folkhögskolor kan man läsa för att bli teckenspråkstolk/dövblindtolk:
- Fellingsbro folkhögskola
- Västanviks folkhögskola

## Dövblindtolkning
Idag ger teckenspråkstolkutbildningen i Sverige även kompetens inom dövblindtolkning. En dövblindtolk kan använda sig av olika metoder för att få en bra tolkning, beroende på tolkanvändarens  önskemål.
- Vid taktil tolkning används vanligt, något anpassat teckenspråk som brukaren avläser taktilt, det vill säga med hjälp av sina händer.
- Vid avståndstolkning har brukaren synrester, då tecknar tolken vanligt visuellt teckenspråk en liten bit ifrån brukaren.
- Centraltolkning
- Handalfabetering och bokstavering
- Tydligt tal används till brukare med hörselrester, ibland används hörselslinga som hjälpmedel.
- Skrift i handen förekommer men är ingen vanlig tolkmetod i Sverige.

## Etik och god tolksed
För att vara tolk finns det etiska regler som bör efterlevas. Dessa kan man hitta på Sveriges teckenspråkstolkars och Kammarkollegiets respektive webbplatser. Reglerna handlar bland annat om tystnadsplikt, noggrannhet och opartiskhet. 